# Martha van Heuven
Martha van Boerdonk-Van Heuven (12 november 1936 - Waalre, 2 januari 2011) was een Nederlands zangeres. Zij werd vooral bekend als lid van het duo De Wilmari's, dat ze vormde met haar man Wim van Boerdonk. De Wilmari's waren actief tot 1985.
In de jaren zestig bracht ze onder de naam Martha Wilmari vijf singles uit: Het Is Geen Man Die Niet Zoenen Kan/Lekker Troeleke (1962), 'T Trommeltje/Je kan me de pot op (1963), Geen Johnny, maar Sepp'l zo heet-ie/Mijn edelweisz (1965), Hoplala Jenka/Ik Ben Het Zwarte Schaap Van De Familie (1965) en Frans/Neem mij niet in de maling (1966). 
Met het nummer Ik ben aan de Maas geboren (samen met Jerry Voré) kwam ze voor op de langspeelplaat Feest aan de Maas (1966). 
Martha van Boerdonk-Van Heuven stierf op 2 januari 2011 in Waalre.